# Oie de la Leine
L'oie de la Leine (en allemand : Leinegans) est une race ancienne d'oie domestique allemande originaire des environs de la Leine en Basse-Saxe.

## Histoire
L'aire d'élevage de l'oie de la Leine se situe en Basse-Saxe entre Göttingen et Hanovre, ainsi que dans l'Emsland et autour d'Oldenbourg. Plus tard, il s'est étendu en Hesse du Nord et dans le nord de la Thuringe. Dans les années 1950, les changements dus à l'élevage industriel et donc à l'importation de races étrangères bon marché, provoquent une chute catastrophique des effectifs et la quasi-disparition de la race à la fin des années 1960.
En 1994, un ingénieur agronome de Hildesheim tente de faire revivre la race grâce à quelques individus trouvés dans la région, en Basse-Saxe et en Thuringe. Avec seulement six individus de race pure, il en reprend l'élevage, mais l'oie de la Leine est inscrite dans la catégorie I (danger extrême) de la liste rouge de la Société d'élevage des races domestiques anciennes et en danger (Gesellschaft zur Erhaltung alter und gefährdeter Haustierrassen, GEH). Il y avait une centaine d'individus inscrits en Allemagne à la fin des années 2000.
Les oies de race pure sont inscrites au registre généalogique (Herdbuch) de l'oie de la Leine avec une bague, comportant l'année de naissance et un numéro individuel. Le public peut en voir à la ménagerie du Bürgerpark de Brème, au parc animalier de Sababurg ou au parc animalier de l'Arche Warder.

## Description
L'oie de la Leine est une oie fermière de taille moyenne, légère à mi-lourde, pesant de 4 kg à 8 kg et la longueur du corps mesurant entre 70 cm et 75 cm. Son plumage est blanc pur ou pie-brun. C'est une race robuste, résistante aux intempéries, élevée en pâturage, bonne couveuse et bonne éleveuse. Elle se nourrit de ce qu'elle trouve dans les prairies, herbes, avoine, légumes verts ou fruits. C'est aussi une bonne marcheuse qui peut être menée au pâturage sur une bonne longueur. Elle pond environ vingt œufs par ponte dont elle peut couver directement une douzaine. Elle peut vivre jusqu'à vingt ans.